# Ceràmica de Khabur
La ceràmica de Khabur és un tipus específic de ceràmica anomenada així per la regió del riu Khabur, al nord-est de Síria, on l'arqueòleg Max Mallowan va trobar grans quantitats al jaciment de Chagar Baçar. La distribució de la ceràmica no es limita a la regió de Khabur, sinó que s'estén pel nord de l'Iraq i també es troba en alguns llocs de Turquia i l'Iran.
Els arqueòlegs associen la ceràmica amb els textos cuneïformes datats al regnat de Xamxi-Adad I, tot i que no és clar quant abans es va manufacturar.

## Visió general

### Història
S'estableixen quatre fases principals de Khabur, 1-4. Si bé la data d'inici de la fase 1 no és concloent, s'ha proposat una data provisional de c. 1900 aC a partir de les evidències de Tell Brak. L'inici de la segona (i la fase principal) de la ceràmica de Khabur està datada al regnat de Xamxi-Adad I (ca. 1813 aC), basada en evidències de Chagar Baçar, Tell al-Rimah, Tell Taya i Tell Leilan. La tercera fase de la ceràmica de Khabur està datada a aproximadament c. 1750 aC i dura fins c. 1550 aC. La quarta i última fase és un període compartit entre la ceràmica de Khabur i la ceràmica de Nuzi, i acaba amb la seva desaparició c. 1400 aC.

### Dissenys
La ceràmica està feta amb torn de terrissaire i està decorada amb dissenys monocromats en vermell, marró o negre. Els dissenys trobats a la ceràmica són combinacions de motius senzills, generalment geomètrics amb bandes horitzontals, triangles i altres. Els dissenys naturalistes es fan més habituals en les seves fases posteriors. La seva fase final manifesta gerres amb bases circulars i alts colls verticals, una forma característica de la ceràmica Nuzi pintada, de l'edat del bronze final, que indica un solapament entre les dues ceràmiques fins a la desaparició de la ceràmica de Khabur.

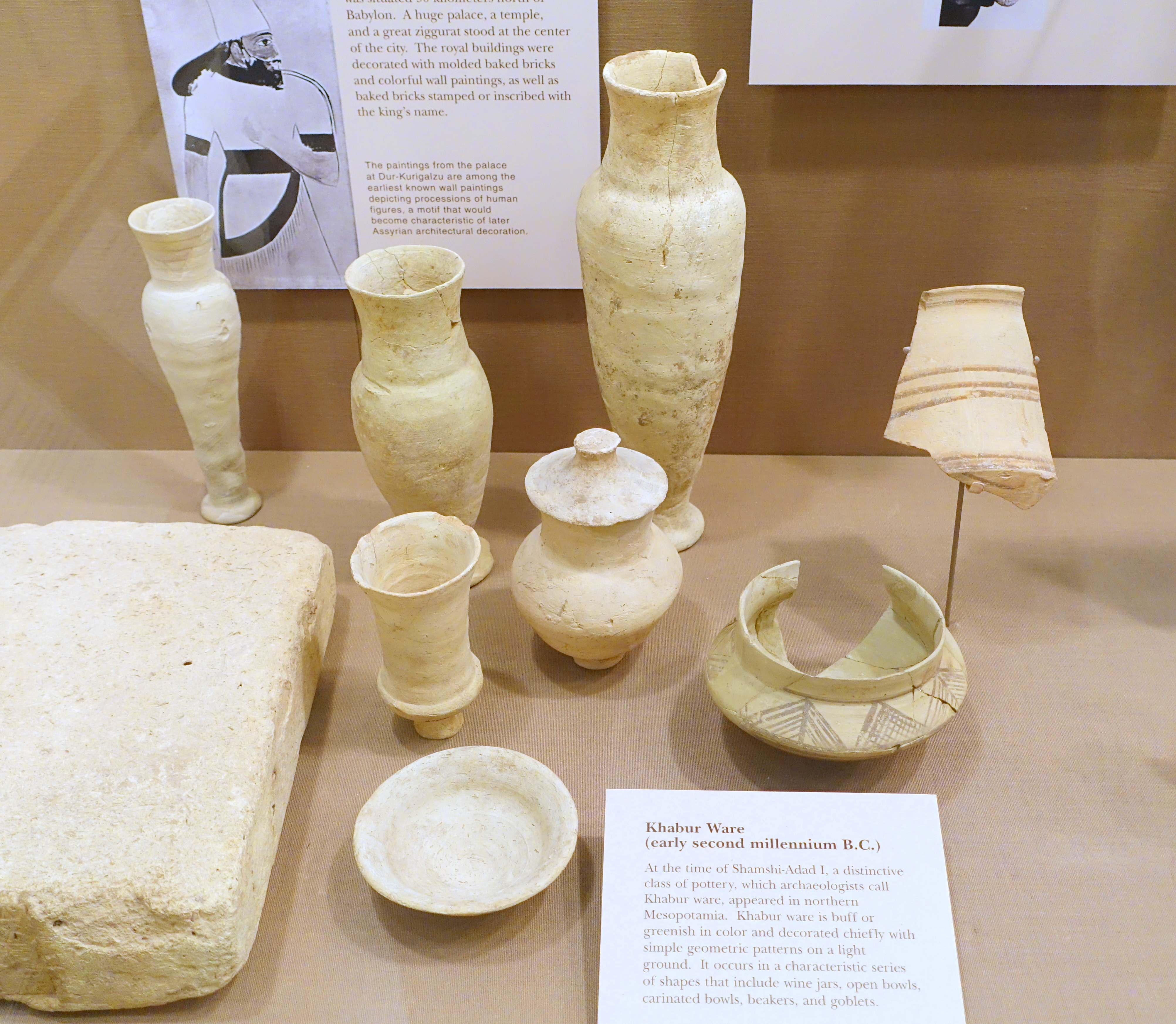
Ceràmica de Khabur. Institut Oriental de la Universitat de Chicago
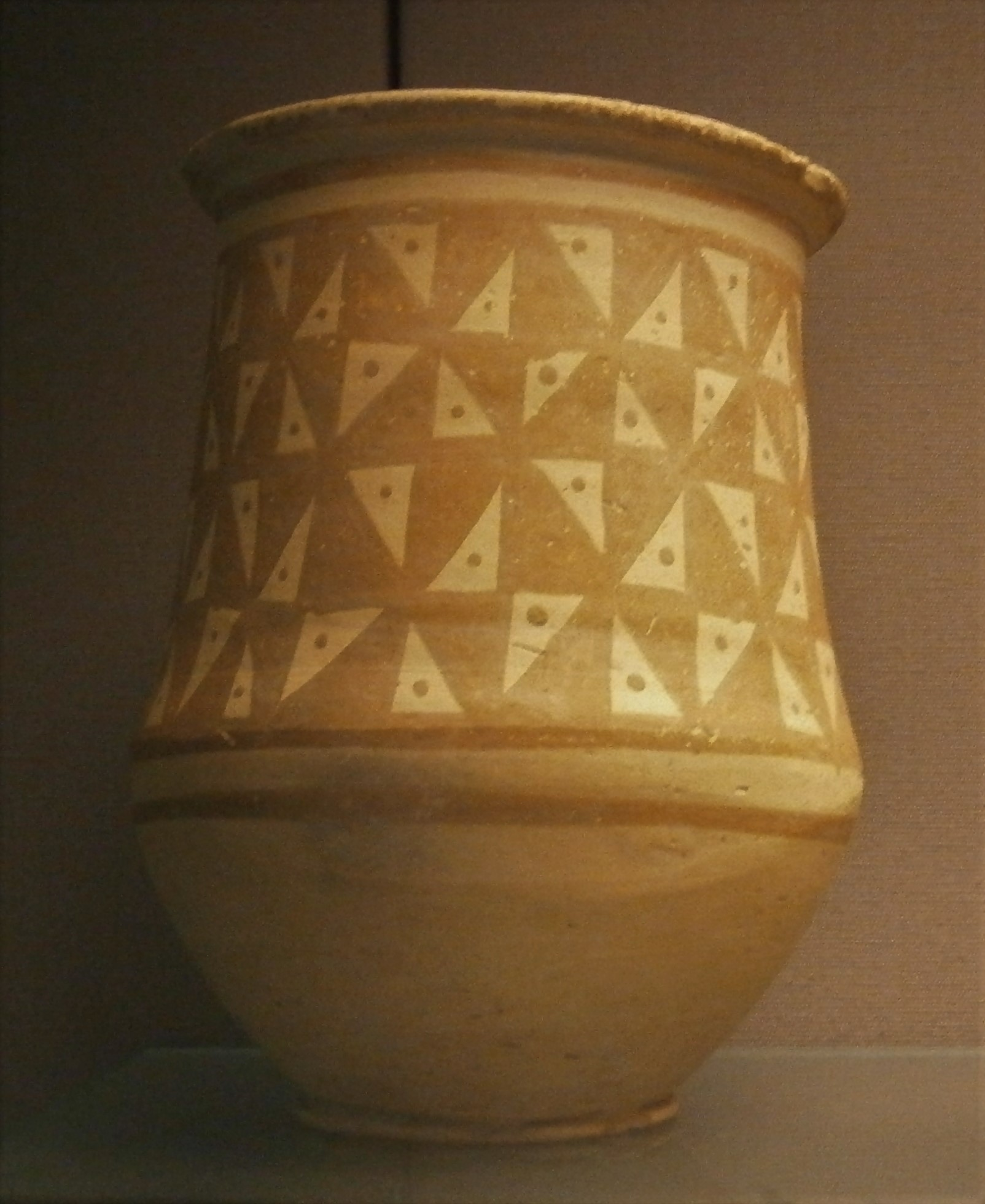
Ceràmica de Khabur de Tell Brak. Museu britànic
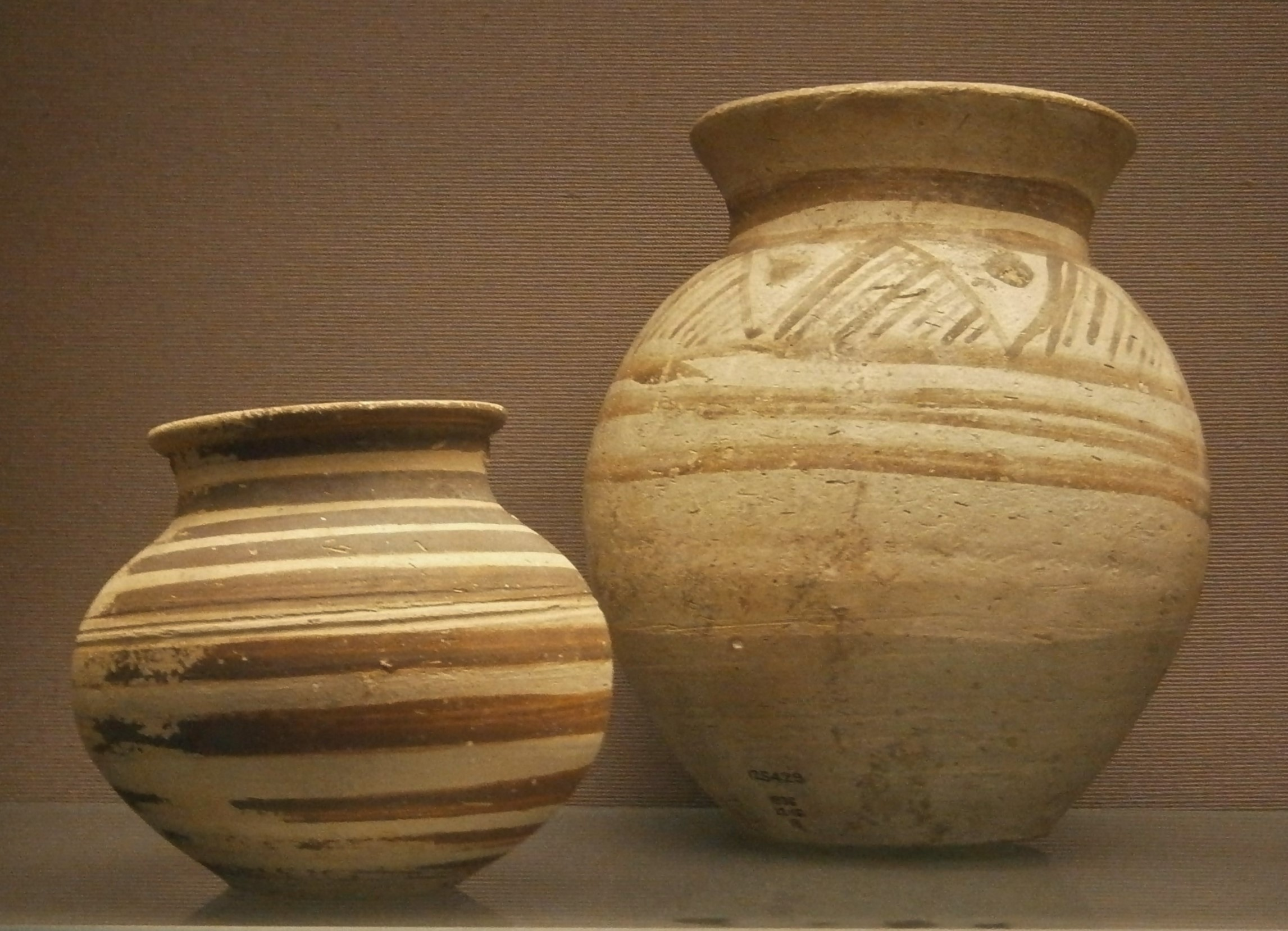
Ceràmica de Khabur de Chagar Baçar. Museu britànic
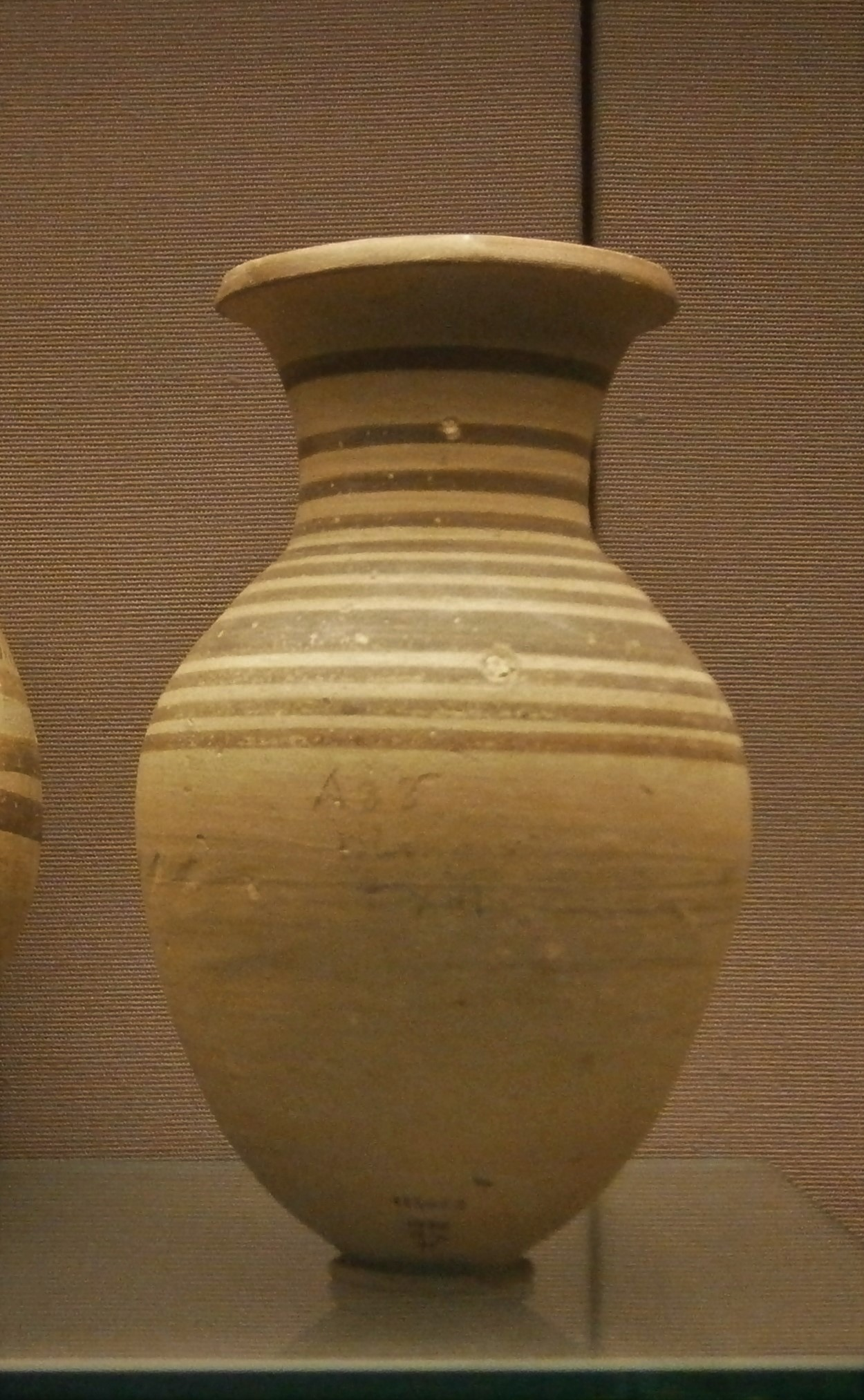
Ceràmica de Khabur de Chagar Baçar. Museu britànic